# Albert Smoke
Albert Smoke, född mars 1894, död 17 december 1944, var en friidrottare från Kanada. Han deltog vid olympiska sommarspelen 1920.